# Niclas Hävelid
Niclas Anders Hävelid (Stoccolma, 12 aprile 1973) è un ex hockeista su ghiaccio svedese.

## Palmarès

### Olimpiadi
- Oro a Torino 2006.

### Mondiali
- Oro a Zurigo 1998.
- Argento a Praga 2004.

### Mondiali Juniores
- Argento a Gävle 1993.